# Alba (Reichskleinodien)

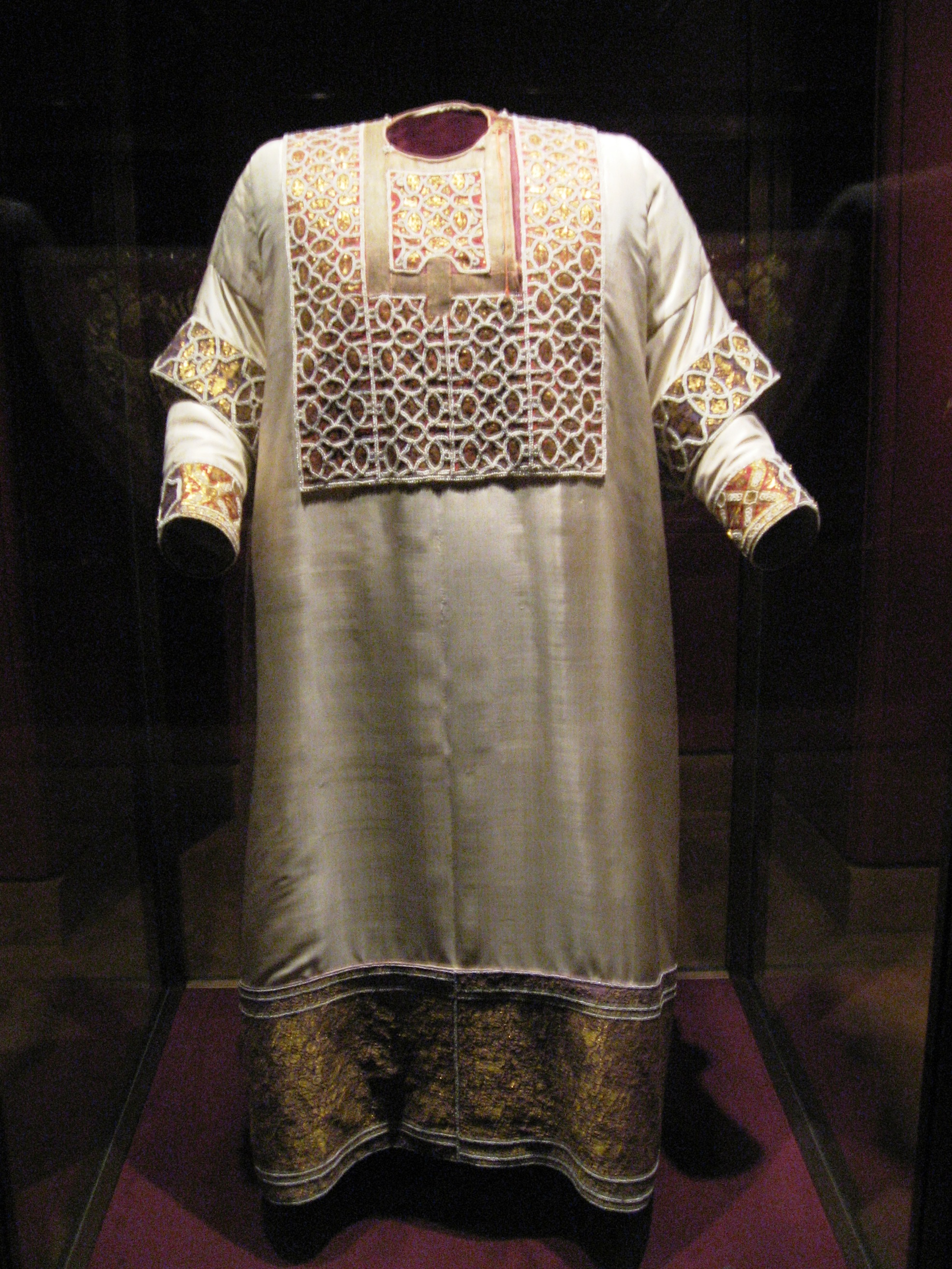
Die Alba in der Wiener Schatzkammer

Die Alba der Reichskleinodien wurde laut gestickter Inschrift im Jahre 1181 in Palermo für König Wilhelm II. gefertigt und gehörte später zum Krönungsornat der römisch-deutschen Kaiser.
Sie befindet sich heute in der Weltlichen Schatzkammer des Kunsthistorischen Museums in Wien.

## Aussehen
Die Alba besteht aus einem leicht gelblichen Taft, der wiederum auf einem gleichfarbigen Seidenfutter aufgesetzt ist. Auf der reich mit Gold bestickten Borte sind zwei ähnliche Motive aufgebracht. Es handelt sich um einander gegenüberstehende Löwen auf weißem Grund und gegeneinandergestellte Greifen auf purpurnem Grund. Am oberen und unteren Rand der Borte befinden sich Inschriftstreifen. Einer der Streifen enthält die lateinische Inschrift:
† OPERATV(M) FELICI VRBE PANORMI XV ANNO D(OMI)NI W(ILHELMI) D(E)I GR(ATI)A REGIS SICILIE DVCAT(V)S APVLIE ET PRINCIPAT(V)S CAPVE FILII REGIS W(ILHELMII) INDICTIONE XIII (Lit.: zitiert nach Fillitz)
Der andere Streifen enthält eine arabische Inschrift mit folgendem Inhalt:
(Die Alba) gehört zu jenen Gewändern, welche anzufertigen befohlen hat der hochgeehrte König Wilhelm II., der Gott um seine Kräftigung bittet, der durch seine Allmacht unterstützt wird und der sich von seiner Allgewalt den Sieg erfleht., der Herr Italiens, der Lombardei, Kalabriens und Siziliens, der Kräftiger des römischen Papstes, der Verteidiger der christlichen Religion. – in der stets wohlbestellten Werkstätte, im 14. Jahre der Indiktion, im Jahre 1181 der Zeitrechnung unseres Herrn Jesu, des Messias. (Lit.: zitiert nach Fillitz)
Der auf den ersten Blick verwunderlich Fakt, dass eine arabische Inschrift einen christlichen Herrscher preist, ist darauf zurückzuführen, dass die Alba, wie aus der Inschrift deutlich erkennbar ist, im Jahre 1181 in den königlichen Werkstätten, den Nobiles Officinae, der normannischen Herrscher auf Sizilien gefertigt wurde. In diesen Werkstätten waren arabische Künstler und Handwerker unter anderem für die Stickereiarbeiten zuständig.
Umsäumt ist die Borte mit sechs doppelten Perlenreihen.
Vom ursprünglichen Stück, das in den Nobiles Officinae gefertigt wurde, sind neben den Abschlussborten die Borten an beiden Ärmeln erhalten. Einstückelungen auf den unteren Ärmelborten können aufgrund der Darstellung eines einköpfigen Adlers in staufische Zeit datiert werden.
Der Taft des Gewandes ist jüngeren Datums. Bereits im Jahre 1520 bei der Krönung Karls V. in Aachen wurde der alte Stoff ersetzt und die Borten aber wiederverwendet. Die ist deutlich aus einem Nürnberger Ratsbeschluss zu erkennen, in dem es heißt:
Die weyssen kaiser Karls dalmatica die wyl sie altershalb zermodert sind, soll man mit einem neuen wissen seyden überziehen.
Auszuschließen ist jedoch nicht, dass der Stoff noch jüngeren Datums ist.

## Verwendung

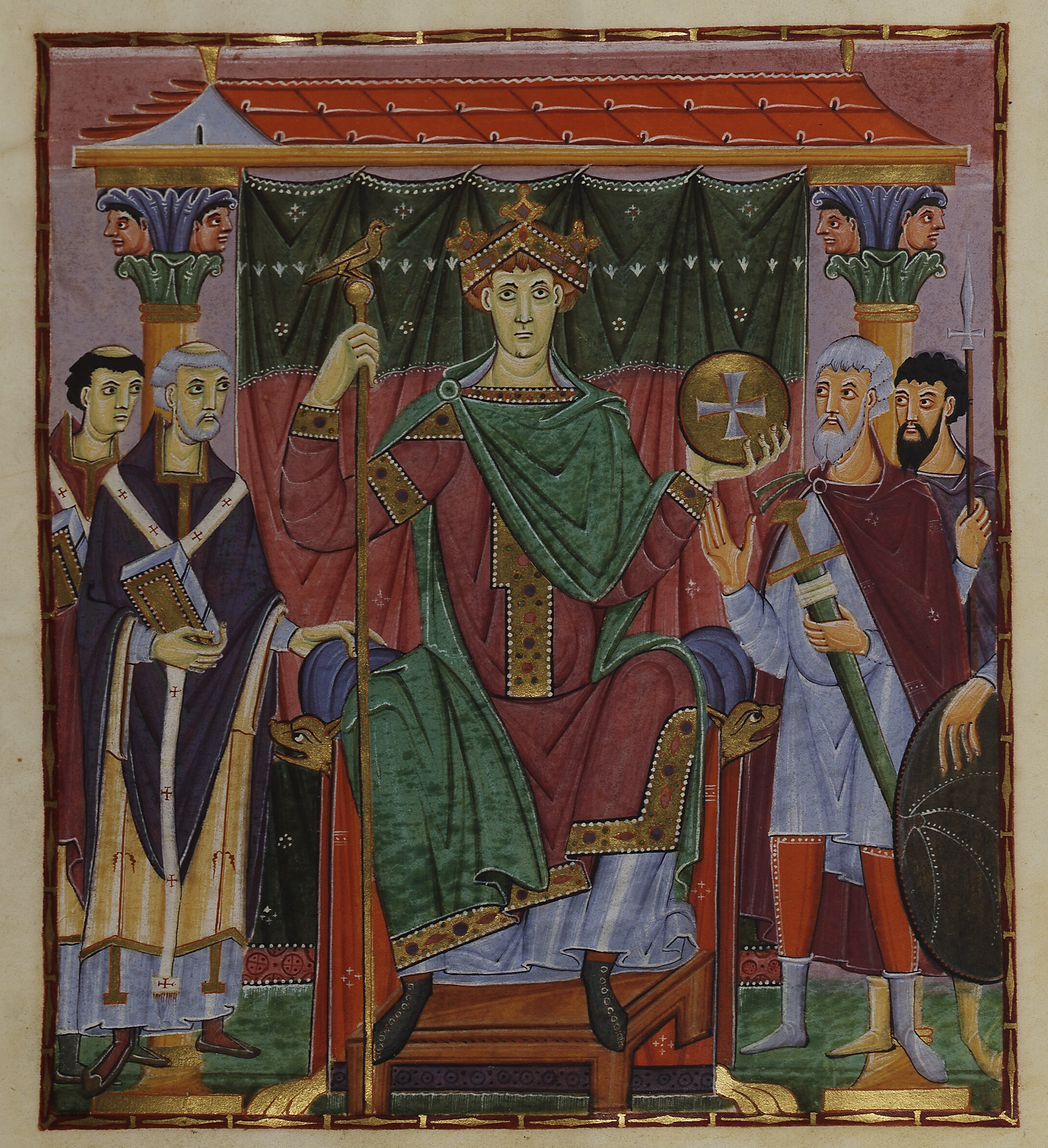
Otto III. mit seinem Hofstaat. Aus dem Evangeliar Ottos III. um 1000

Dieses Gewand ist aufgrund seines reichen Schmuckes und der Stellen, an denen dieser angebracht ist, nicht mit einer normalen liturgischen Alba vergleichbar. Dieses Kleidungsstück entspricht wohl eher einer Tunika, wie sie von mittelalterlichen Herrschern getragen wurde. So ist zum Beispiel die von Otto III. auf dem nebenstehenden Bild getragene Tunika ebenso mit Manschetten und Oberarmborten verziert.